# Andrés de Oyarvide
Andrés de Oyarvide, a veces Oyarbide, fue un marino militar y geógrafo español de finales del siglo XVIII y principios del siglo XIX, famoso por el levantamiento de planos y cartas de navegación de la cuenca del Río de la Plata.
Como muchos marinos famosos españoles, nació en Guipúzcoa (España), desconociéndose el lugar y fecha exacta, aún tuvo que ser alrededor del 1750.

## Primeros servicios en la Real Armada
En 1771 se graduó en la Real Armada Española como Piloto de Primera con la jerarquía de alférez de fragata, probablemente en la Academia de Guardias Marinas de la Isla de León, actual San Fernando (Cádiz).
Formó parte de la escuadra de Luis de Córdova y Córdova que efectuó múltiples navegaciones, sobre todo por aguas norteamericanas y en la península ibérica, hasta su regreso final a Cádiz en 1774. Durante esta campaña elabora la derrota desde Cádiz hasta Veracruz (1772).
Ocupa el cargo de tercer oficial en la fragata Santa Teresa de Jesús (botada en los astilleros de Guarnizo, 1768, con 30 cañones), cuyo capitán era Basco Díaz de Morales y Souza, participando durante 1774-1776 en el socorro de Melilla y en la fallida invasión de Argel, en esta última en la escuadra de Pedro González de Castejón y Salazar.

## Primer viaje a América
El 13 de noviembre de 1776 formó parte de la segunda expedición a Río Grande del virrey Pedro de Cevallos Cortés y Calderón, expedición que estuvo al mando del teniente general Marqués de Casa Tilly, y cuyo objetivo era doblegar las aspiraciones de expansión portuguesas en el Cono Sur americano. Andrés de Oyarvide zarpa como piloto desde Cádiz en la fragata Santa Clara (Ferrol, 1776, con 30 cañones) cuyo capitán era Pedro de Cárdenas y Ponce de León, y como segundo al mando el teniente de fragata Andrés Posadas.
La expedición la formaban 20 naves de guerra (entre ellas 6 navíos de línea y 6 fragatas), 96 de transporte (116 embarcaciones en total) con más de 9.000 hombres. Pasan por las Islas Canarias (19/11/1776)
Participa, en la fragata Santa Clara, en la toma de la Isla de Santa Catalina (22 y 23/02/1777), campaña clave de la Segunda Expedición de Cevallos, y que se saldó con la ocupación de la Isla sin una sola baja.
El 26/27 de julio de ese mismo año naufragó en el Río de la Plata la fragata Santa Clara donde seguía siendo el piloto. Fallecieron 92 tripulantes. Oyarvide consiguió llegar a la costa a bordo de un pequeño chinchorro. Destacó en las labores de rescate el alférez de fragata Federico Gravina.
La victoriosa expedición militar del General Cevallos culminó con los acuerdos entre España y Portugal del Tratado de San Ildefonso, del 1 de octubre de 1777, donde se pacta el trazado de los límites entre ambos reinos en América.
Para plasmar el Tratado se necesitaba una cartografía acorde. Para ello, en 1782 se estructuraron 4 equipos para realizar los trabajos de demarcación de los nuevos límites fronterizos dirigidos por una Comisión de Límites que se coordinaría con su similar portuguesa, cubriendo toda la frontera entre los dominios portugueses y españoles, o sea, entre el Amazonas y el Río de la Plata, incluyendo la línea de costa entre La Plata y Santa Catalina, siendo cada equipo mandando por un oficial de la Real Armada Española. El rey Carlos III nombró como comisarios a los capitanes de navío José Varela y Ulloa, y Félix de Azara y Perera, y a los tenientes de navío Rosendo Rico Negron, Juan Francisco Aguirre, y Diego de Alvear y Ponce de León, los cuales dirigirían a un equipo cada uno.
En 1783, Andrés de Oyarvide es designado miembro del segundo equipo, que iba a ser mandado por el comisario de Límites Diego de Alvear y Ponce de León, secundado por el ingeniero militar y geógrafo José María Cabrer. Este equipo de encargaría de la zona desde Montevideo, siguiendo el Río de la Plata y el río Uruguay hasta la confluencia con el río Pepirí Guazú al norte. El equipo, formado por militares, geógrafos, dibujantes y astrónomos, partió de Buenos Aires el 23 de diciembre de 1783 con rumbo a Colonia de Sacramento, donde se encontró con su homóloga portuguesa al mando del comisario Juan Francisco Roscio, donde se iniciaron los trabajos. No obstante, las discrepancias en el modo de interpretar las instrucciones de los respectivos gobiernos europeos no tardaron en aparecer, quedando los trabajos en suspenso por algún tiempo hasta finales de 1784. Finalmente, los trabajos quedaron en suspenso en 1791 tras una fuerte discusión en torno a la demarcación de las vertientes del río Pepirí y sus afluentes en la región del Paraná.
Por tanto, los trabajos se dieron por finalizados en 1791. Aún los portugueses nunca reconocieron estas demarcaciones, la cartografía resultante fue la primera información seria y detallada de estos territorios del continente americano. El trabajo, firmado por Diego de Alvear, constaba de tres partes: el diario propiamente dicho de la demarcación; la relación de la provincia de Misiones; y un tratado que describía la fauna y flora de la región de Paraná con arreglo al sistema científico de Carl von Linneo. Esta última se encuentra en la actualidad extraviada.
Hasta 1795 se asienta en Santo Ángel Guardián de las Misiones, en Misiones Orientales (actual Santo Ângelo, RS, Brasil) a las órdenes de Diego de Alvear, excepto un viaje, que dura 6 meses, que realiza a Buenos Aires para solicitar su regreso a España, sin éxito alguno. A finales de 1795, Diego Alvear y él reciben la orden del virrey Pedro Melo de Portugal para levantar las cartas de navegación del río Uruguay entre Santo Ángel y Buenos Aires, culminando el trabajo en 1796, pero que más adelante sería revisado y ampliado por él mismo entre 1801 y 1802.

## Viaje de vuelta a España
El 7 de enero de 1798 embarca en Montevideo con rumbo a España como tercer Oficial en la nueva fragata Santa Clara (La Habana, 1780, con 34 cañones), mandada por el capitán José García de Quevedo y de Chiesa. Van acompañados de la fragata Santa Florentina (Cartagena, 1786-7, con 30 cañones) y de la fragata La Medea (Ferrol, 1797, con 40 cañones), las tres al mando del capitán de fragata José de la Guardia. Llevaban 3 millones de pesos, llegando a La Coruña el 31 de marzo de 1798. El 12 de abril entran en el Ferrol por encontrarse Cádiz ya bloqueado por la Royal Navy (desde junio de 1797), y así poder descargar la preciada mercancía.
Durante este viaje, el gobernador de Montevideo, José de Bustamante y Guerra, le encomendó la realización de la derrota entre la Plata y la península ibérica.

## Segundo viaje a América
Tras 27 años de servicio (1771-1798) eleva una solicitud de ascenso, la cual es atendida por el rey Carlos IV el día 9 de agosto de 1798, promoviéndole al empleo de alférez de navío, recibiendo acto seguido orden de embarque para América. En 1799 parte para allá, estando de nuevo en tierra americanas para el año 1800.
Debido a la dificultad de navegación por el Río de la Plata, se le encomienda la concreción de las cartas de navegación de esta conflictiva zona de confluencia entre el océano Atlántico y los ríos Uruguay y Paraná, caracterizada por elevada cantidad de fangos que arrastran sus aguas.
En apenas 4-5 años termina lo que vino a llamarse la Carta Esférica del Río de la Plata.
Paralelamente releva de nuevo el curso del río Uruguay (entre octubre de 1801 y marzo de 1802) culminando así la Carta Esférica del río Uruguay que fue empezada en 1796.
En 1801, y debido a la guerra con Gran Bretaña, ostenta el mando de una de las 21 lanchas cañoneras de que disponía Montevideo para su defensa.
Durante 1802 se dedica a revisar toda la documentación realizada hasta la fecha, y que el gobernador Bustamante le suministraba.
A comienzos de 1803, desde Colonia de Sacramento y Buenos Aires, Oyarvide comienza los trabajos de levantamiento de la Carta del Plata Superior. Meses más tarde se desplaza hacia el centro del río para levantar la carta de aquella zona, donde se encontraba el peligroso y afamado Banco Inglés. En el año 1804 continúa hacia el Este, desembocadura del Río Solís, costas de Maldonado y Rocha…, etc.
El 6 de agosto de 1804, el nuevo gobernador de Montevideo, Pascual Ruiz Huidobro, que había sustituido a José de Bustamante, dirige un escrito al ministro de Marina, Domingo de Pérez de Grandallana, solicitando para Andrés de Oyarvide, que se encontraba enfermo, y en aquel momento levantando la Carta del Plata, que quede destinado como ayudante del Real Apostadero de Montevideo con la supervisión y formación del Cuerpo de Pilotos de la Real Armada, supervisando además el estudio continuado del Río de la Plata.
En el mes de octubre de 1804 el virrey Rafael de Sobremonte y Núñez le concede el mando de la goleta Dolores, que acababa de comprar la Real Hacienda para reconocer la costa del sur hasta el cabo Corrientes (actual Mar del Plata) con la intención de aumentar los territorios de influencia de Buenos Aires hacia el sur del continente, regresando a Montevideo en diciembre de ese mismo año. Es en este momento cuando Oyarvide termina la Carta Esférico del Río de la Plata.
Cuando se encontraba en dicho viaje por el sur (noviembre de 1804), la solicitud del virrey para que fuese nombrado ayudante del Real Apostadero de Montevideo es aprobada, siendo ascendido a teniente de fragata.
A principios de 1805, y por motivos de salud, solicita el retiro. No obstante, dada la situación bélica con Gran Bretaña, la solicitud es desestimada.
En el año 1805, las fuerzas navales del Río de la Plata estaban formadas por una fragata (la Asunción, botada en el Ferrol en 1772, con 34 cañones)), 4 corbetas (Fuerte, las famosas Atrevida y Descubierta, y la Infante Francisco de Paula), un bergantín (Ligero), una goleta (Paz), un falucho (Panamá) y 25 embarcaciones menores con cañones (lanchas, balandras, cúteres, etc.). Al mando estaba el brigadier don Pascual Ruiz Huidobro.
A finales de mayo de 1805, participa como tripulante de la corbeta Fuerte (Ferrol, 1801, con 26-28 cañones, al mando del Teniente de navío don Baltasar Unquera) en el rescate fallido de la fragata Asunción, que se hunde con la mayor parte de su dotación al embarrancar en el Banco Inglés, incluido su comandante el capitán de fragata Juan Domingo Deslobbes y Cortés (fallecidos 294 tripulantes de los 316 del total).

## Fallecimiento
En diciembre de 1805 se tuvieron noticias de que se acercaba una flota británica al mando del Comodoro Home Riggs Popham que se encontraba en Sao Paulo y, que aún podría tener como muy probable destino la toma del Cabo de Nueva Esperanza (al sur de África, territorio holandés aliado de Napoleón), infundió sospechas del gobernador de Montevideo. Para ello, se dispuso la salida de dos naves con la intención de vigilar a los británicos y conocer así sus verdaderas intenciones. Una de las naves navegaría en la boca meridional del Plata; la otra, un velero llamado San Ignacio de Loyola (probablemente una balandra o un cúter armado), lo haría en alta mar, más allá del cabo de Santa María. Oyarvide, aún enfermo, se presenta voluntario para mandar esta última. Una vez zarpó, se dirigió a Maldonado, y nunca más se volvió a saber del San Ignacio de Loyola, ni cuándo, ni cómo ni dónde naufragó, aún se presupone fue en algún punto de la Costa Este de Uruguay, probablemente frente al Cabo Polonio, al chocar con un roquedal durante una tempestad, allá por el 5 de enero de 1806, cuando intentaba interceptar una fragata inglesa. No hubo supervivientes, y nunca se halló el pecio.

## Empleos militares
1771: Alférez de fragata
1798: Alférez de navío
1804: Teniente de navío

## Legado
Oyarvide dejó una impresionante obra científica plasmada en una cuarentena de cartas, planos y otros documentos cartográficos que actualmente se conservan en el Museo Naval de Madrid. Destaca La Carta esférica del Río de la Plata, a partir de los trabajos practicados de forma intermitente entre 1800 y 1805, y que fue publicada por la Dirección de Hidrografía en 1812.
La armada uruguaya tuvo un buque científico hidrográfico con el nombre de Andrés de Oyarvide (ROU 22 Oyarvide).
La Isla Oyarvide, también conocida como Oyarbide, localizada en aguas argentinas del Río de la Plata, lleva su nombre. También un enorme banco de arena ubicado al sudeste de la isla lleva su nombre.